# Mecosaspis subvestita
Mecosaspis subvestita là một loài bọ cánh cứng trong họ Cerambycidae.